# Расселл, Питер (хоккеист)
Питер Расселл (англ. Peter Russell; род. 20 июня 1974, Эр) — британский хоккейный вратарь и тренер. В настоящее время он является главным тренером немецкого хоккейного клуба «Фрайбург» и национальной сборной Великобритании. Расселл — самый успешный тренер  в истории Великобритании как на взрослом, так и на юношеском уровне.

## Карьера
Рассел дебютировал как игрок в составе «Эйр Рейдерс» в 1990 году в Британской хоккейной лиге. Он завершил карьеру игрока в «Ноттингем Пантерс» в британской хоккейной суперлиге, прежде чем уйти на пенсию в возрасте 24 лет по причине проблем со здоровьем.
В период с 2003 по 2015 год он в качестве главного тренера привёл юношеские команды Великобритании разных возрастов  к семи медалям на чемпионатах мира, включая четыре золотые медали. 22 апреля 2015 года Расселл был объявлен новым главным тренером «Милтон-Кинс Лайтнинг» в сезоне 2015/16, заменив предыдущего многолетнего наставника команды Ника Пула. После того, как Питер Расселл занял место тренера первой сборной  Великобритании в сезоне 2014/15, он последовательно побеждал на в отборочных раундах к чемпионату мира, пока  в 2018 году не привёл команду Великобритании к памятному золоту в Венгрии в первенстве мира в дивизионе I в группе А и обеспечил ей место на  чемпионате мира  2019 года, где она в драматической борьбе победила Францию и сохранила место в высшей лиге мирового хоккея.
В мае 2019 года было объявлено, что Расселл  возглавит «Фрайбург», сменив чешского специалиста Яна Меличара.
В марте 2021 года было объявлено, что Расселл покинет «Фрайбург» по окончании текущего сезона и возглавит команду «Равенсбург Тауэстарз», выступающую в дивизионе DEL2, на сезон  2021–2022 годов.